# Baddurih
Baddurih is een bestuurslaag in het regentschap Pamekasan van de provincie Oost-Java, Indonesië. Baddurih telt 1813 inwoners (volkstelling 2010).